# Lilith Verstrynge Revuelta
Lilith Verstringe Revuelta (Madrid, 8 de juliol de 1992) és una historiadora, politòloga i política espanyola, exsecretària d'Estat per a l'Agenda 2030 i ex-secretària d'organització de Podemos, càrrec del qual va dimitir el 26 de gener de 2024.

## Biografia
És filla de Jorge Verstrynge Rojas i de Mercedes Revuelta de les Heras. Té dos germanastres, Sigfrido, banquer establert a Luxemburg, i Eric, també banquer. A més, té un germà, René, estudiant a Londres. Es va criar al barri de Fuente del Berro, una zona residencial pertanyent al barri de Salamanca a Madrid.
Va començar els seus estudis en el madrileny Liceu Francès i, amb disset anys, se'n va anar a París per a estudiar una llicenciatura d'Història a l'escola Denis Diderot. Va continuar els seus estudis a l'escola de Ciències Polítiques i Estudis Europeus de la Universitat de la Sorbona. Té un màster en Relacions Internacionals (per la LMU Múnic) i s'ha format en “alt funcionariat i quadres polítics” per l'Institut Republicà del Servei Públic de França.
Durant la seva estada a França va treballar com a ajudant de premsa de la publicació d'opinió i anàlisi política Dispara Magazine i, posteriorment, va ser responsable de la revista política Le Vent Es Lève i col·laboradora en El salto diario.
La seva carrera política va començar el 2016 com a assistent de Podemos al Parlament Europeu. Després de tornar a Madrid, es va incorporar a l'Assemblea de Madrid i, posteriorment, al Ministeri de Drets Socials i Agenda 2030. Va ser designada com a responsable de Transició Ecològica i, el juny de 2021, es va posar al capdavant de la Secretaria d'Organització de Podemos, sent la primera dona a ocupar aquest càrrec.
El juliol de 2022 va ser designada per la ministra de Drets Socials, Ione Belarra, per a assumir la secretaria d'Estat per a l'Agenda 2030, càrrec que va mantenir fins a la formació del govern sorgit de les eleccions generals de 2023.
El 26 de gener de 2024 va dimitir de tots els seus càrrecs a Podem i va abandonar la seva acta de diputada al Congrés que havia obtingut per la circumscripció de Barcelona en les eleccions del juliol del 2023. L'escó que deixa lliure va passar a formar part de Moviment Sumar.